# Барпи Аликулов
Барпи Аликулов (кирг. Барпи Аликулов; 1884, Ачи, Кокандське ханство (нині Сузацький район (Джалал-Абадської область), Киргизія) — 9 листопада 1949 Фрунзе), Киргизька РСР) — киргизький і радянський акин-імпровізатор. Один з великих поетів киргизького народу.

## Біографія
Син бідняка. З дитинства наймитував у баїв. У 16-річному віці слава про нього як співака і поета, акина-імпровізатора поширилася серед людей.
Творчий розквіт Б. Аликулова почався на зламі XIX—XX століть.
У дореволюційних піснях розповідав про важке становище киргизького народу.
Пізніше створив вірші і пісні на теми соціалістичного будівництва. Пісні Б. Аликулова почали записувати з 1943 року. Більшість з них було перекладено російською мовою.
Майстер поетичної форми; послідовник Токтогула. Викривально-сатиричні твори, в тому числі поема про важке для киргизів панування Кокандского ханства. Казав також народний епос.